# محمدآباد مرتضی
محمدآباد مرتضی روستایی در دهستان خاتون‌آباد، بخش مرکزی شهرستان شهربابک در استان کرمان است.